# Sivry-Rance
Sivry-Rance (en picard Chevri-Rance) és un municipi belga de la província d'Hainaut a la regió valona. Limita amb els municipis de Beaumont, Chimay i Froidchapelle, així com amb el departament francès del Nord.

## Seccions del municipi
- Grandrieu: 645 habitants
- Montbliart: 359 habitants
- Rance: 1.600 habitants
- Sautin: 455 habitants
- Sivry: 1.550 habitants

## Agermanaments
- Grandrieu (Losera)